# Fabrice Marin Caietain
Fabrice Marin Caietain (auch Fabrice Marin Gaietane; * um 1540 im Latium, möglicherweise in Gaeta; † um 1580 in Paris) war ein italienischer Kapellmeister und Komponist, der vor allem in Frankreich wirkte.

## Leben
Fabrice Marin Caietain war 1571 Chorleiter (magister puerorum) an der Kathedrale von Toul. Um 1576 wirkte er als Kapellmeister der Kathedrale von Nancy. Wenig später ging er nach Paris, wo er an der 1570 von Jean-Antoine de Baïf und Joachim Thibault de Courville gegründeten Académie de musique et de poésie mitwirkte. Von ihm sind in Paris ein Buch mit Motetten und eines mit Chansons erhalten. Unvollständig erhalten sind zwei Bücher mit Airs, darunter einige nach Texten des Dichters Pierre de Ronsard (1524–1585).

## Stil und Einflüsse
Seine Motetten und Chansons, besonders aber die Airs lassen die Grundsätze der Académie de musique et de poésie in ihrer Nachahmung der antiken Dichtung erkennen, insbesondere eine den Silbenquantitäten des Altgriechischen und Lateinischen nachempfundene quantitierende Metrik (musique mesurée à l’antique). Hierbei erhielten betonte Silben doppelt so lange Notenwerte wie unbetonte.

## Werke
- Liber primus modulorum quatuor vocibus ab usum ecclesiae ac instrumentorum organicorum maximé accomodatorum, Fabritij Gaietani Ecclesiae Tullensis symphoniacorum puerorum magistri. Adrian Le Roy et Robert Ballard, Paris 1571.
- Livre de chansons nouvelles mises en musique à six partes, par Fabrice Marin Gaiettane. Adrian Le Roy et Robert Ballard, Paris 1571.
- Airs mis en musique à quatre parties par Fabrice Marin Caietain sur les poësies de P. de Ronsard & autres excelens Poëtes de nostre tems… Adrian Le Roy et Robert Ballard, Paris 1576.
- Second livre d’airs, chansons, villanelles napolitaines & espagnolles mis en musique à quatre parties par Fabrice Marin Caietain. Adrian Le Roy et Robert Ballard, Paris 1578.